# Neohaustator fortilirata
Neohaustator fortilirata (лат.) — вид морских брюхоногих моллюсков семейства туррителлиды.
Раковина высотой 67, диаметр до 18 мм, с 14-15 оборотами. Её окрас очень светлый от почти белого до бледно-розового, желтоватого, коричневатого, кремового или бледно-оранжевого. По форме раковина напоминает буравчик. Вид встречается в западной и северной частях Японского моря, у берегов острова Хоккайдо, южных Курил и южных берегов Сахалина, на глубинах от 30 до 120 м, в основном на песчанистых и илисто-песчанистых грунтах. Неглубоко зарываются в грунт под острым углом. Наружу выступает только край устья раковины, при этом сама раковина практически полностью скрыта в субстрате. Лежа на дне, моллюск фильтрует мелкие органические частички.